# The Conduit
The Conduit — компьютерная игра в жанре шутера от первого лица, разработанная компанией High Voltage Software для консолей Wii и смартфонов на операционной системе Android. The Conduit впервые была выпущена на сайте видео игр IGN 17 апреля 2008, а 29 октября 2008 разработчик сообщил о том, что Sega стала официальным издателем. Игра выпущена в Северной Америке 23 июня 2009, в Европе 10 июня 2009 и в Австралии 16 июля 2009.

## Геймплей
Элементы управления стрельбой в игре были вдохновлены Metroid Prime 3: Corruption и Medal of Honor: Heroes 2, играми от первого лица, которые получили хорошее управление на Wii. The Conduit управление с настраиваемыми функциями, такими как скорость, с которой игрок может перемещать камеру и чувствительность. Кроме того, игрок может настроить эти параметры в режиме реального времени, не покидая окна настроек, чтобы опробовать изменения. Разработчик также включил опцию для игрока, при помощи которой он может изменить макет управления, при котором любой элемент геймплея может работать с любой кнопки или движения на Wii Remote.

## Разработка
Разработка The Conduit началась в октябре 2007 года. Для разработки использовался игровой движок Quantum3, разработанный созданный разработчиками игры для Wii. Движок имеет особенности, такие как рельефное текстурирование, отражение и преломление, глосс и подробное отображение, которые реализованы в игре. Фишка в том, чтобы создать конкурентоспособный движок, который передаст невероятное изображение играм на PlayStation 3, Xbox 360.

## Отзывы
| Сводный рейтинг | Сводный рейтинг |
| Агрегатор       | Оценка          |
| --------------- | --------------- |
| GameRankings    | 72,56 %         |